# Edwin M. Lee

Ed Lee (2011)

Edwin Mah „Ed“ Lee (* 5. Mai 1952 in Seattle, Washington; † 12. Dezember 2017 in San Francisco, Kalifornien) war ein US-amerikanischer Politiker der Demokratischen Partei. Er war der 43. Bürgermeister von San Francisco und dessen erster Bürgermeister asiatischer Abstammung; seine Eltern waren in den 1930er-Jahren aus dem südchinesischen Taishan eingewandert. Er wurde am 11. Januar 2011 vom Stadtrat als Nachfolger von Gavin Newsom für dessen restliche Amtszeit und am 8. November 2011 in einer regulären Wahl für eine volle Amtsperiode gewählt.
Lee besuchte das Bowdoin College und studierte nach seinem dortigen Abschluss 1974 an der Boalt Hall School of Law der University of California, Berkeley. 1978 schloss er sein Studium ab.
Lee war verheiratet und hatte zwei Töchter. Er starb im Alter von 65 Jahren in San Francisco. Sein Grab befindet sich auf dem Cypress Lawn Memorial Park in Colma.